# أحمد دومة
أحمد سعد دومة سعد من مواليد عام 1985 بمركز أبو المطامير، محافظة البحيرة. كاتب صحفي وناشط سياسي ومدون مصري ومتحدث سابق باسم ائتلاف شباب الثورة وهي إحدى الحركات التي ظهرت بعد ثورة 25 يناير 2011 وهو عضو في التيار الشعبي المصري.
تم إعلان العفو عنه بموجب عفو رئاسي رقم 348 لعام 2023 في يوم السبت الموافق 19 أغسطس 2023.

## النشاط السياسي والاعتقالات

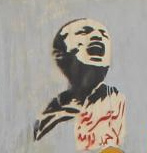
صورة جرافيتي لدوما على جدار بالقرب من الجامعة الأمريكية بالقاهرة

في شباط/فبراير 2009، اعتُقل أحمد دومة الطالِب في جامعة طنطا على الحدود مع قطاع غزة وذلك بعد أن كان قد انضم لمجموعة نشطاء مناهضين للحرب وحاولوا التعبير عن تضامنهم مع الفلسطينيين. حُوكِم دومة أمام محكمة عسكرية وذلك بتهمة عبور الحدود بطريقة غير شرعية ثم حُكم عليه بالسجن لمدة سنة واحدة. خلال استجوابه وذلك أثناء نقله إلى السجن؛ أكّد أحمد على تعرضه للتعذيب والتهديد كما أشار إلى أنّ كل أقواله قد انتُزعت منه بالقوة وذلك تحت طائلة التعذيب بهدف إدانته لا غير.
اعتُقل دومة مجددًا في كانون الثاني/يناير 2012 حيث وجهت له تهمة التحريض على العنف ضد الجيش وتشجيع الهجمات على الممتلكات العامة وذلكَ عقب أحداث مجلس الوزراء في ديسمبر 2011. خلال تلك الاشتباكات؛ قُتل 12 شخصًا فيما أصيب 815 بجروح وذلك عندما شددت قوات الشرطة والقوات المسلحة الخناق على الاعتصام خارج مكتب مجلس الوزراء في القاهرة والتي نظمها النشطاء احتجاجا على تعيين كمال الجنزوري في منصب رئيس الوزراء من قبل المجلس الأعلى للقوات المسلحة. اعتُقل دومة للمرة الثالثة وهذه المرة في نيسان/أبريل من عام 2013 وذلك بعدما سبّ وشتم الرئيس محمد مرسي حيث وصفه بالقاتل والمجرم. حُكم عليه في 3 حزيران/يونيو من نفس العام حيث أدين بستة أشهر في السجن وذلك بتهمة إهانة الرئيس. ومع ذلك؛ استأنفَ دوما الحكم وقد أمرت المحكمة في 6 تموز/يوليو إطلاق سراحه دون كفالة. سيُعتقل دومة للمرة الرابعة وذلك بحلول 3 كانون الأول/ديسمبر من عام 2013 كذلك. هذه المرة الاعتقال تم بينما كان دومة في منزله وذلك في أعقاب مظاهرة نظمها حقوقيون تحت شعار لا للمحاكمات العسكرية للمدنيين وذلك في تحد جديد لقانون التظاهر. قامت الشرطة والقوات المسلحة بتفريق التظاهرة بسرعة مُستعملة في ذلك عدة أنواع من العصي والرصاص المطاطي وما إلى ذلك. حُكم عليه في 22 كانون الأول/ديسمبر رفقة أحمد ماهر ومحمد عادل بالسجن ثلاث سنوات مع الأشغال الشاقة وغرامة مالية قدرها 50,000 جنيه مصري وذلك لمشاركته في احتجاجات غير قانونية بموجب قانون التظاهر الجديد. في محاولة منه لعكس الحكم؛ انضم دومة إلى الإضراب عن الطعام مع المُعتَقلين الآخرين الذين سجنوا بموجب قانون التظاهر الجديد، ومع ذلك فقد كان عليه أن ينهي إضرابه بسبب المشاكل الصحية التي ألمّت به في ظل تجاهل مطالبه.
أدان الحكم عددٌ من الجمعيات الحقوقية فضلًا عن المنظمات الدولية غير الحكومية وكذا الممثلة العليا للاتحاد الأوروبي للشؤون الخارجية كاترين أشتون ووزارة الخارجية البريطانية. تمّ بحلول الثالث والعشرين من شهر كانون الأول/ديسمبر من نفس العام تنظيم تظاهرة على طريق الثورة في القاهرة تضامنًا مع النشطاء الثلاثة. وجّهَ حمدين صباحي اللوم للمحكمة التي أصدرت الحكم على أحمد ماهر، محمد عادلو وأحمد دومة كما طالبَ الرئيس المؤقت عدلي منصور بالنظر في القضية وإصدار عفوٍ في حق النشطاء الثلاث وكذا باقي المُعتقلين السياسيين. أمّا حزب الدستور فقد أعرب عن تضامنه مع المعتقلين وأسرهم وطلب أيضًا من الرئيس المؤقت عدلي منصور إصدار عفو خاص في حق أحمد ماهر، محمد عادل وأحمد دومة بالإضافة إلى لؤي عبد الرحمن، عمر حسين وأحمد ناصر إبراهيم. حكمت محكمة جنايات القاهرة في 4 شباط/فبراير 2015 -بشكل صادِم حسب باقي النشطاء- على أحمد دومة بالسجن المؤبد وتغريمه 17 مليون جنيه مصري. حينها قدّم أحمد طلب استئناف وقُبل في عام 2017 من أجل إعادة النظر في قضيّته. في العاشر من كانون الثاني/يناير 2019 قضت محكمة مصرية بالسجن المشدّد 15 عاماً وغرامة ستة ملايين جنيه (نحو 330 ألف دولار) في حقّ أحمد وذلك في إعادة محاكمته في القضية المعروفة باسم أحداث مجلس الوزراء التي تعودُ لعام 2011.
في 3 ديسمبر 2022، أكمل أحمد دومة عقدًا من الاحتجاز التعسفي، تقدمت عائلته بطلبات متعددة للحصول على عفو رئاسي وإعادة النظر في قضية الناشط. جددت الأسرة دعوتها في عام 2022. وفي 24 نوفمبر 2022، دعا البرلمان الأوروبي أيضًا السلطات المصرية إلى الإفراج الفوري عن السجناء المحتجزين ظلماً، بمن فيهم دوما. كما حثت العشرات من منظمات وجماعات حقوق الإنسان، بما في ذلك منظمة العفو الدولية، ومجموعة مينا لحقوق الإنسان، وديمقراطية العالم العربي الآن، وغيرها، السلطات المصرية على الإفراج الفوري وغير المشروط عن دوما.
وفي 19 أغسطس 2023، أُفرج عن أحمد دومة وعدد من المعتقلين الآخرين بعفو رئاسي صادر عن الرئيس عبد الفتاح السيسي.